# Tunel Hvalfjörður
Tunel Hvalfjörður (isl. Hvalfjarðargöng) jest podmorskim tunelem drogowym przebiegającym pod fiordem Hvalfjörður. Został oddany do użytku 11 lipca 1998.
Tunel znajduje się w południowo-zachodniej części Islandii i stanowi część islandzkiej drogi krajowej nr 1.
Jego budowa rozpoczęła się w 1996 r. a zakończyła się w lipcu 1998. Tunel mierzy 5770 m długości, z czego 3750 metrów znajduje się pod fiordem Hvalfjörður w najniższym punkcie jezdnia schodzi 165 metrów poniżej poziomu morza.
Połączenie to skróciło trasę z Akranes do Reykjavíku o prawie 50 km.
Średnio w ciągu doby przejeżdża tędy około 5500 pojazdów, wzrastający ruch na trasie wpłynął na podjęcie decyzji o budowie kolejnego tunelu, przebiegającego równolegle do obecnego (który został zaprojektowany na obsłużenie 6000 pojazdów w ciągu doby). Próbne wiercenia nowego tunelu zakończyły się pomyślnie, operator ma nadzieję na to, że prace poszerzające zakończą się w 2014 roku. Koszt projektu może wynieść nawet 7,5 miliarda koron islandzkich (63 mln euro).